# Xã Oak Hill, Quận Crawford, Missouri
Xã Oak Hill (tiếng Anh: Oak Hill Township) là một xã thuộc quận Crawford, tiểu bang Missouri, Hoa Kỳ. Năm 2010, dân số của xã này là 1.767 người.